# ウォーレン・ベニス
ウォーレン・ベニス（Warren Gamaliel Bennis、1925年5月8日 - 2014年7月31日）はアメリカの経営学者。リーダーシップ論で有名。アルヴィン・トフラーによって有名になったアドホクラシーという概念を、彼より早く提唱していた。

## 経歴
1925年生まれ。
軍隊に入って歩兵として活躍。
MITに学ぶ。
40代から二つの大学の学長を務めるが上手くできず、後悔が残る。その体験を元にリーダーシップや脱官僚型組織の研究を開始する。

## 主な著作
- 「リーダーになる」（原題：On Becoming Leader）（海と月社）
- 「こうしてリーダーはつくられる」（ダイヤモンド社）
- 「本物のリーダーとはなにか」（海と月社）